# カラウシウス
カラウシウス（Carausius,  - 293年）は、ブリタンニアでローマ皇帝（在位：286年-293年）を名乗った人物である。

## 生涯
カラウシウスはメナピ族（Menapii）の貧しい家庭に生まれたとされる。
彼はローマ帝国の軍人として身を起こし、マクシミアヌスに仕えてガリアのバガウダエを鎮圧し、マクシミアヌスに大きな軍事的成功をもたらした。また、285年にはマクシミアヌスよりブリタンニア、アルモリカおよび北方艦隊の指揮権を与えられ、この地域からフランク人やサクソン人の海賊を取り除くことに成功している。
しかしマクシミアヌスは、彼のあまりにも華々しい戦果に疑念を抱き、彼を逮捕して処刑するよう秘密の命令を出した。この陰謀を報されたカラウシウスは、それまで彼とともに戦ってきた軍隊に守られてブリタンニアへ逃亡し、286年に軍によってローマ皇帝として宣言された。カラウシウスを認めたブリタンニアの軍団は完全に彼の支配下に置かれ、また同様に彼の活躍を知るガリア北部の沿岸地帯も大部分がカラウシウスに加担した。彼はロンディニウムで彼自身の貨幣を発行した。
マクシミアヌスは289年に艦隊を組織してブリタンニアにカラウシウスを攻めたが、艦隊のほとんどを失う大敗を喫し、かえってカラウシウスの声望は高まることになった。291年までには、ブローニュからルーアンにいたる広大な領域がカラウシウスの支配下に加わっている。苦境に立たされたマクシミアヌスはカラウシウスを皇帝であると承認せざるを得なくなったとされ、カラウシウスは292年頃には三皇帝（ディオクレティアヌス、マクシミアヌス、カラウシウス）が一列に並んだ胸像や「カラウシウスと彼の兄弟たち」と刻印された貨幣を作成させている。しかし和平の試みは早々に破綻したとみられ、293年には再びカラウシウス単独の貨幣が大量に発行されるようになった。
彼は依然としてブリタンニアで相当の支配を維持していたが、293年の末に、彼の財務長官であったアレクトゥスの裏切りによって殺害された。カラウシウスの死後は、アレクトゥスが皇帝を名乗ってブリタンニアを支配した。